# Seconde intifada
Pour les articles homonymes, voir Al-Aqsa.
- 10 citoyens étrangers tués par des militaires israéliens

Conflit israélo-arabe
Batailles
- Émeutes de Jérusalem (1920)
- Émeutes de Jaffa (1921)
- Massacre d'Hébron (1929)
- Grande Révolte arabe (1936-1939)
- Guerre civile (1947-1948)

- Guerre israélo-arabe de 1948
- Guerre israélo-arabe (1948-1949)
- Guerre des Six Jours (1967)
- Opération Colère de Dieu (1972-1992)

- Crise du canal de Suez (1956-1957)
- Guerre d'usure (1967-1970)
- Guerre du Kippour (1973)
- Attaque contre un poste-frontière (2012)

- Première guerre du Liban (1975-1990)
- Opération Litani (1978)
- Intervention israélienne au Liban (1982)
- Opération Raisins de la Colère (1996)
- Deuxième guerre du Liban (2006)

- Première intifada (1987-1993)
- Seconde intifada (2000-2005)
- Opération Arc-en-ciel (2004)
- Opération Jours de pénitence (2004)
- Opération Pluies d'été (2006)
- Blocus de la bande de Gaza (2007)
- Guerre de Gaza (2008-2009)
- Abordage de la flottille pour Gaza (2010)
- Confrontation israélo-palestinienne (2011)
- Guerre de Gaza (2012)
- Guerre de Gaza (2014)
- Regain de violence (2015-2017)
- Marche du retour (2018-2019)
- Crise israélo-palestinienne (2021)
- Guerre à Gaza (2023)

- Massacre de Munich (1972)
- Massacre de Sabra et Chatila (1982)

La seconde intifada ou Intifada al-Aqsa (arabe : الإنتفاضة الفلسطينية الثانية ou إنتفاضة الأقصى) désigne la période de violence israélo-palestinienne à partir de septembre 2000 jusqu'à environ février 2005. Les événements sont décrits par Israël comme une campagne de terrorisme palestinien, tandis qu'ils sont décrits par les Palestiniens comme une révolte contre l'occupation et la colonisation.
Le début de la seconde intifada est marqué par la visite d'Ariel Sharon, le chef de l'opposition israélienne sur l'esplanade des Mosquées et le mont du temple, le 28 septembre 2000 et la mort de Mohammed al-Dura deux jours plus tard. Elle se marque par des émeutes palestiniennes dans les territoires occupés auxquelles se joint la population palestinienne de nationalité israélienne. Elle est immédiatement réprimée par l'armée israélienne. Après quinze jours, on compte plus de 100 morts palestiniens et vingt-quatre israéliens (dix Juifs, ainsi que quatorze Arabes israéliens tués par la police israélienne). Le 30 octobre, la violence grimpe d'un cran quand le Hamas et le Jihad islamique lancent une campagne d'attentats-suicides contre les centres urbains israéliens, avec plus d'une quarantaine d'attentats perpétrés jusqu'à la fin de l'année 2001.
Israël lance l'opération Rempart en avril 2002, marquée par la bataille de Jénine et la construction d'un mur de séparation israélienne. Suivront également plusieurs opérations militaires dont l'opération Arc-en-ciel (mai 2004), l'opération Pluies d'été (juin 2006), l'opération Plomb durci (nouvel an 2009) suivie par la Guerre de Gaza.
Certains auteurs considèrent que le soulèvement prend fin en 2003 avec l'amorce de la Feuille de route pour la paix du Quartet pour le Moyen-Orient, l'accord sur une trêve avec Israël entre les différentes factions palestiniennes, et le début des pourparlers de paix entre Ariel Sharon et Mahmoud Abbas. D'autres auteurs considèrent qu'elle prend fin avec le cessez-le-feu observé par le Hamas, conséquence de mesures politiques et diplomatiques pour certains, ou de la force de dissuasion des assassinats ciblés pour d'autres. Marquée notamment par la rencontre de Charm-el-Cheikh entre Sharon et Abbas (8 février 2005), et le désengagement unilatéral israélien de Gaza, l'année 2005 est une autre date communément admise pour le terme de ces événements,,. Enfin, certains politologues considèrent que les moyens d'actions ont changé, mais que la seconde Intifada se poursuit jusqu'à nos jours avec les attaques à la roquette contre Israël.

## Contexte historique
- Processus de paix israélo-palestinien dans l'impasse ;
- Poursuite de la colonisation des territoires palestiniens occupés ;
- Retrait israélien du Liban-Sud interprété par certains comme un succès de la résistance armée du Hezbollah ;
- Luttes d'influence entre les factions palestiniennes du Fatah et du Hamas ;
- Désaccord d'une partie de la population israélienne avec les concessions proposées par le gouvernement en place lors des sommets de Camp David II (juillet 2000) puis de Taba (janvier 2001).

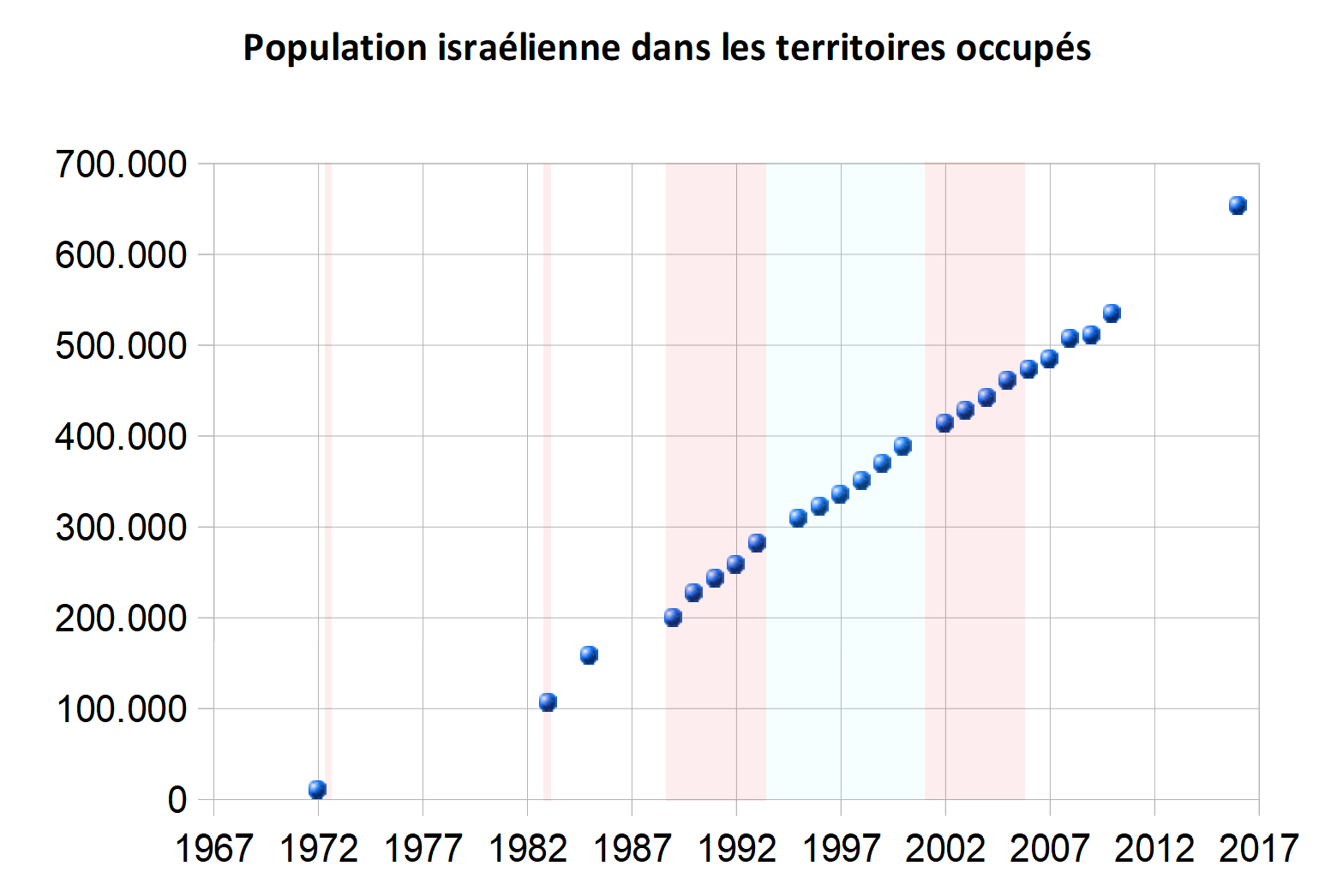
Évolution de la population israélienne dans les territoires occupés, y compris Jérusalem-Est et le plateau du Golan (1967-2016). Les immigrants comme les personnes nées sur place sont comptabilisées. Entre 1982 et aujourd'hui, la population a augmenté de manière constante d'environ 16000 personnes par an, tant pendant les 2 intifadas (1988-1993 ; 2001-2006) que pendant les négociations de paix qui ont suivi les accords d'Oslo (1993-2000).

### Déclenchement
Le 28 septembre 2000, Ariel Sharon, parlementaire et membre du Likoud (à l'époque dans l'opposition politique au gouvernement de Ehud Barak), fait une visite sous haute sécurité sur l'esplanade des mosquées / mont du Temple à Jérusalem. Cette visite est interprétée comme une provocation par les Palestiniens et la population arabe.
La veille, Yasser Arafat, invité à diner par Ehud Barak à son domicile, s'entretient avec le Premier ministre israélien. Il s'agit de la première rencontre entre les deux dirigeants depuis le sommet de Camp David II, deux mois auparavant. Le statut de l'esplanade des mosquées et du mont du temple occupe l'essentiel de la conversation. Arafat demande à Ehud Barak d'interdire la visite car il s'agit selon lui d'une provocation susceptible d'accroître les tensions entre les deux peuples et qui risque de provoquer de nouvelles émeutes. Le général Amos Guilad, chef d'Aman, et Yehouda Wilk, inspecteur général de la police, partagent ses craintes. Barak répond à Arafat qu'il ne peut pas s'opposer à la volonté d'un membre de la Knesset de se rendre sur l'endroit.
Le Jerusalem Center for Public Affairs, un groupe israélien néo-conservateur, conteste le lien entre le déplacement d'Ariel Sharon et le déclenchement de la seconde Intifada et accuse Yasser Arafat d'avoir planifié le soulèvement depuis l'échec du sommet de Camp David II à l'été 2000. D'autres analystes excluent le caractère prémédité du soulèvement et pensent au contraire qu'Arafat n'a fait que prendre en marche le train de l'Intifada.
Le rapport Mitchell du Sénat américain a estimé que les émeutes n'étaient pas la conséquence de la visite d'Ariel Sharon, bien que son « effet provocateur » aurait dû être prévu. Selon la même Commission, le Premier ministre Ehud Barak déclare que la visite « était destinée à être un acte de politique intérieure dirigé contre lui par un adversaire politique et qu'il a refusé de l'interdire ». Elle indique par ailleurs ne pas penser « qu'il y avait un plan délibéré de l'Autorité palestinienne de lancer une campagne de violences à la première occasion ».

## Cycle de la violence
Le 28 septembre 2000, alors que le processus de paix israélo-palestinien, relancé vainement par le deuxième sommet de Camp David, est dans l'impasse, la visite d’Ariel Sharon sur l'Esplanade des mosquées provoque la colère des Palestiniens. Les manifestations qui s'ensuivent sont fortement réprimées : trois jours plus tard, on compte quinze morts et trois cents blessés parmi les Palestiniens. Le 30 septembre, les médias rapportent la mort de Mohammed al-Durah qui devient une « figure symbolique de l'intifada ». Les violences s'amplifient et au 10 octobre, on compte quatre-vingt-dix morts et deux mille blessés parmi les Palestiniens ainsi que 14 Arabes israéliens (en) tués lors de manifestations de soutien. Le 12 octobre, 2 réservistes israéliens sont lynchés à Ramallah par la foule.

### Attentats palestiniens

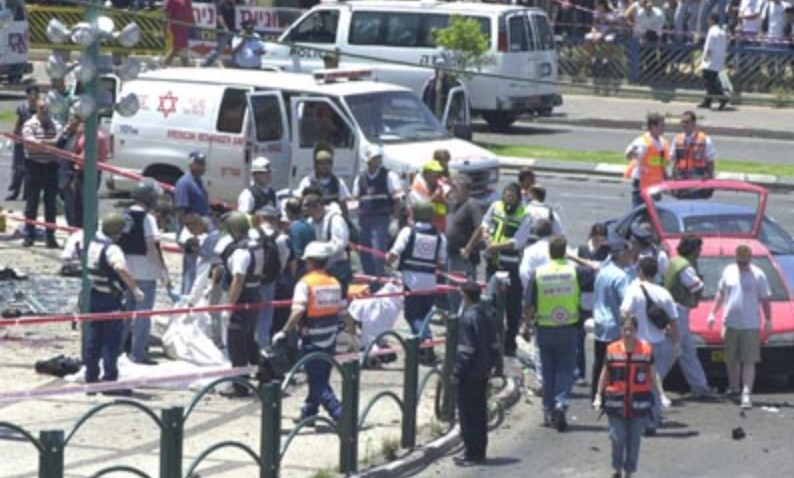
Secours israélien à la suite d'un attentat-suicide au centre commercial de Netanya le 17 mai 2001

146 attentats-suicides ciblant principalement des civils sont perpétrés en Israël peu après le déclenchement de l'Intifada en 2000.
Le 1er juin 2001, un attentat est commis dans une discothèque à Tel-Aviv faisant 21 victimes et 120 blessés, principalement des adolescents. Cet attentat marque très durablement les esprits en Israël. Cet attentat est une des raisons invoquées par le gouvernement israélien pour la construction d'un mur de séparation ou clôture de sécurité majoritairement soutenu par la population israélienne[réf. nécessaire]. Bien que validé en tant que mesure de sécurité provisoire par la cour suprême d'Israël, l'ONU vote une résolution en sa défaveur (par 90 États pour sur 181) et demande à Israël son démantèlement[réf. nécessaire].

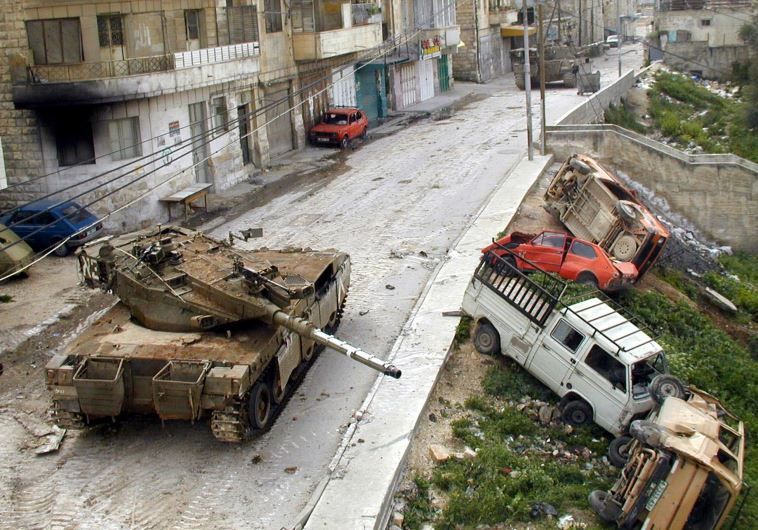
Chars israéliens lors de l'opération Rempart dans les rues du camp de réfugiés palestiniens de Jénine, avril 2002.

En 2002, L'attentat de l'hôtel Park de Netanya, qui fait 29 victimes civiles, pousse le gouvernement israélien à lancer l'opération Rempart qui avait pour objectif une réoccupation partielle des territoires autonomes sous contrôle direct de l'autorité palestinienne afin de stopper les attentats.
Les Palestiniens s'en prennent également aux civils israéliens dans les territoires occupés (la Cisjordanie et Gaza) en tendant des embuscades meurtrières aux Israéliens. Marouan Barghouti s'impose comme « un vrai chef de guerre ». Son rôle dans la campagne d'attentats-suicides contre Israël fera de lui l'un des Palestiniens les plus recherchés par les forces de sécurité israéliennes. Le 15 avril 2002, Israël capture Barghouti. Il sera inculpé par un tribunal civil pour meurtres et tentatives de meurtres dans une entreprise terroriste sous son commandement.

### Violence israélienne

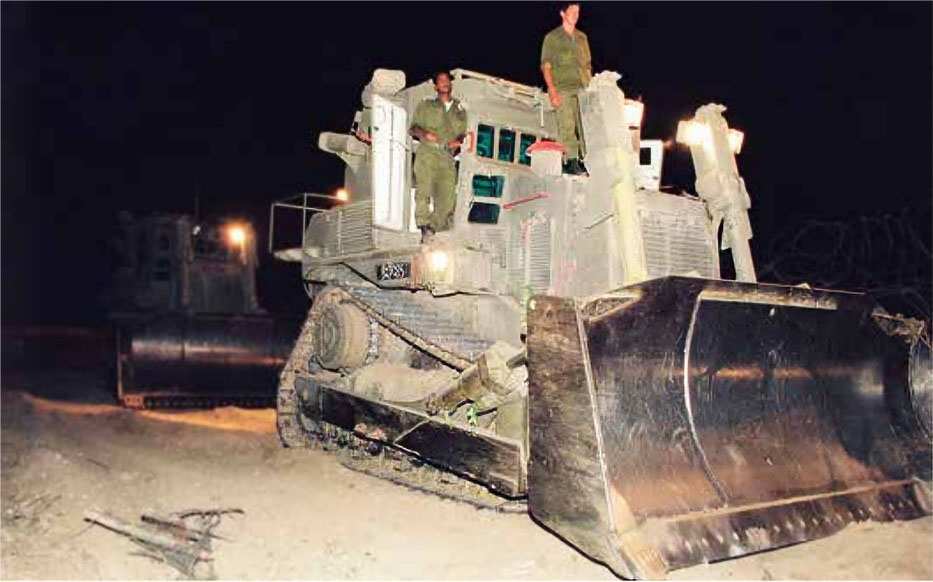
Les bulldozers de l'armée israélienne se préparant à entrer dans Beit Hanoun, dans la bande de Gaza, pendant la Seconde intifada, printemps 2002.

Les généraux israéliens qui dirigent l'armée en Cisjordanie et dans la bande de Gaza demandent des instructions claires. Les troupes reçoivent l'ordre de ne circuler qu'en voitures blindées et sont autorisées à tirer dans les jambes des militants. Des brigades sont envoyées en renfort dans les territoires occupés.
Un rapport de 2001 du Public Committee Against Torture in Israel et d'autres organisations (dont l'Organisation mondiale contre la torture, basée en Suisse) affirment avoir eu connaissance d'une vingtaine de cas de torture entre la décision de 1999 de la Cour suprême israélienne interdisant la torture, et 2001.
L'armée israélienne répond aux attentats et violences palestiniennes par des bombardements aériens contre des cibles de l'Autorité palestinienne et des autres groupes responsables.
Les circonstances de l'« assassinat ciblé » de Salah Shehadeh, membre des brigades Izz el-Din el-Qassam, en juillet 2002, tué par une bombe d'une tonne ayant tué 14 civils et blessé 150 personnes, ont conduit à l'ouverture d'une enquête, en Israël et en Espagne, contre les responsables de cette opération, dont le général Dan Haloutz, alors chef d'état-major de l'armée et Benjamin Ben-Eliezer, alors ministre de la Défense. En 2009 l'Espagne limite la compétence universelle de sa justice à ses ressortissants, mettant fin aux poursuites contre les dirigeants israéliens.

### Violences interpalestiniennes
Depuis le début de la seconde intifada, plusieurs centaines de Palestiniens sont morts lors d'affrontements armés interpalestiniens, selon les chiffres du Ministère de l'intérieur de l'Autorité palestinienne.
En 2005, la fin de la colonisation et de l'occupation israélienne de la bande de Gaza, décidée par Ariel Sharon devenu Premier ministre, a laissé une situation tendue car elle n'a pas été faite en concertation avec l'autorité palestinienne.
Les échanges de tirs entre des membres du Hamas et du Fatah sont courants et des incidents armés ont également eu lieu en octobre 2005 entre groupes rivaux palestiniens au Liban. On compte enfin parmi les victimes des Palestiniens accusés d'être des collaborateurs.
Selon une ONG, cette violence a fait entre 2000 et 2005 au moins 267 victimes par armes à feu (excluant autre catégorie d'arme) dont 98 pour la seule année 2005 Voir statistiques annuelles.

## Bilans

### Bilan humain

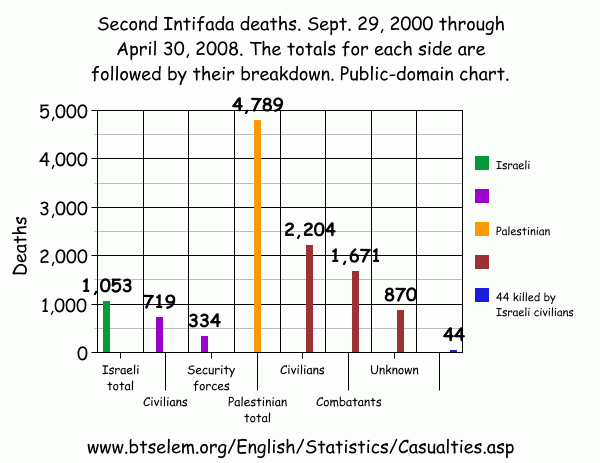
Nombres de morts israéliens et palestiniens, du 29 septembre 2000 au 30 avril 2008.

Du 27 septembre 2000 jusqu'au 1er janvier 2005, 1 010 Israéliens et 3 179 Palestiniens ont été tués.

### Conséquences politiques
- Élection du Premier ministre israélien de 2001
- Élections législatives israéliennes de 2003
- Plan de désengagement de la bande de Gaza
- Élections législatives palestiniennes de 2006

La seconde Intifada met une forte pression sur le camp de la paix israélien, et permet aux sionistes radicaux de les réduire temporairement au silence : des personnalités comme Amos Oz, David Grossman et A. B. Yehoshua déclarent dans des interviews qu’il n’est plus possible de faire confiance aux Palestiniens, et publient une pétition le 2 janvier 2001 dans Haaretz déniant le droit au retour des réfugiés palestiniens. C’est également à ce moment qu’a lieu le procès de Teddy Katz, auteur d’une thèse d’histoire controversée sur le massacre de Tantoura de 1948, où les soldats de la brigade Alexandroni avaient massacré des dizaines de prisonniers palestiniens. Le politologue français Olivier Roy considérait en 2002 que la seconde intifada et la victoire du Likoud en 2001 ont « relancé la volonté israélienne de réoccuper les territoires, bref de revenir à la politique d'avant Oslo : pas d'État palestinien, maintien des colonies, contrôle direct par l'armée, fragmentation de l'espace palestinien, paupérisation des populations condamnées soit à s'exiler, soit à devenir des citoyens de seconde zone dans une situation de plus en plus proche de l'apartheid ».
Outre une clôture, les autorités israéliennes ont décidé de créer en conséquence de la seconde intifada une « zone tampon », mais en territoire palestinien. De 100 mètres à l’origine, cette zone s'est progressivement élargie à 500 mètres, au détriment des terrains agricoles qui s'y trouvaient. En raison de l'absence de signalisation permettant de délimiter cette zone, les soldats procèdent à des tirs de sommations à l'encontre des Palestiniens s'approchant de trop près. Plusieurs Palestiniens ont été abattus.

### Conséquences économiques
Les violences liées à la Seconde Intifada ont eu des répercussions économiques plus graves que l’éclatement de la Bulle Internet. Affectant le tourisme et les échanges commerciaux, seules ressources d’Israël durant cette période, la Seconde Intifada a aussi influencé les variables macroéconomiques de base comme l'inflation, la production et les détentions monétaires qui sont liées aux risques et incertitudes inhérents à cette période de violences. Le tourisme fut lourdement affecté par cet épisode, entraînant une fuite de capitaux et une diminution des investissements.
Cependant l'économie israélienne put rapidement recouvrer après 2006 jusqu'à devenir dans la décennie suivante un important leader du progrès technologique ("start-up nation"), notamment grâce aux incitations introduites par Benyamin Netanyahou entre 2003 et 2005 en qualité de ministre des finances du second gouvernement Sharon.

## Dans la littérature
- Dans le roman Une femme fuyant l'annonce, de David Grossman, un père s’inquiète pour son fils, qui sert dans l’armée israélienne durant l’Opération Rempart, pendant la seconde intifada[31].
- Le roman L'Attentat de Yasmina Khadra met en scène un médecin israélo-arabe, dont l’épouse se fait sauter pendant la seconde intifada[32].
- Le roman Le Traître, de Pierre Cormon, met en scène un pacifiste Suisse qui étudie le oud en Égypte et découvre que son colocataire palestinien est impliqué dans les attentats-suicide[33].
- Le roman Le journal de Soliman, de Véronique Massenot, met en scène un jeune palestinien témoignant de son quotidien lors de la seconde intifada[34].
- La bande dessinée Gaza 1956. En marge de l'histoire, de Joe Sacco, met en scène l’auteur enquêtant sur un massacre commis par l’armée israélienne pendant crise du canal de Suez, alors que la seconde intifada fait rage autour de lui[35].